# Bertil Ericsson
Bertil Ericsson (* 6. November 1908 in Falun; † 18. August 2002 in Sundsvall) war ein schwedischer Fußballspieler. Der Stürmer, der bei den Olympischen Spielen 1936 zum Kader der schwedischen Nationalmannschaft gehörte, lief für AIK und Sandvikens IF in der Allsvenskan auf.

## Werdegang
Ericsson begann mit dem Fußballspielen in seiner Heimatstadt bei Falu IK. Nach Abschluss seines Wehrdienstes beim Infanterieregiment I20 in Umeå strebte er eine Ausbildung bei Påhlmans Handelsinstitut und Schartaus Handelsinstitut in Stockholm an. Aus diesem Grund schloss er sich zu Beginn seiner Ausbildung 1932 dem seinerzeit noch in Stockholm beheimateten Klub AIK an, parallel verdiente er sich seinen Lebensunterhalt beim Versicherungsunternehmen Städernas allmänna brandstodsbolag. Aufgrund einer Verletzung und einer Krankheit kam er für den amtierenden Meister jedoch kaum zum Zug. Im September debütierte er für den Verein in der Allsvenskan, zum 6:1-Erfolg über IFK Göteborg steuerte er einen Treffer bei, anschließend bestritt er noch zwei weitere Ligaspiele.
Zu Weihnachten 1932 kehrte Ericsson in seine Heimatstadt zurück und fand beim Sandvikens Jernverk eine Anstellung. In der Folge wechselte er Anfang 1933 zu AIKs Ligakonkurrenten Sandvikens IF. Hier etablierte er sich als regelmäßiger Torschütze und empfahl sich für die Nationalmannschaft. Im Juni des Jahres debütierte er beim 6:2-Erfolg der Auswahlmannschaft im Rahmen der Qualifikation für die Weltmeisterschaftsendrunde 1934 gegen Estland im Nationaljersey, neben Knut Kroon, Lennart Bunke, Sven Andersson und Torsten Bunke glänzte er als Torschütze und traf zweimal. Obwohl auch im folgenden Spiel gegen Dänemark zweifacher Torschütze wurde er zunächst nicht mehr berücksichtigt und gehörte nicht zum schwedischen Kader bei der WM-Endrunde. Im Anschluss an das Turnier gehörte er wieder unregelmäßig zur Nationalelf, im Sommer 1936 wurde er für die Olympischen Spiele in Berlin nominiert. Bei der überraschenden 2:3-Niederlage gegen Japan stand er jedoch nicht auf dem Spielfeld. Im folgenden Jahr bestritt er sein letztes Länderspiel, insgesamt traf er in zehn Ländervergleichen zehnmal.
Bis 1944 trat Ericsson für Sandvikens IF in der Allsvenskan an, insgesamt bestritt er für den Klub 211 Allsvenskanspiele und erzielte dabei 132 Tore. Parallel engagierte er sich ab 1938 in der Vereinsarbeit und war in dieser Funktion auch zeitweise in die Arbeit des Technischen Komitees beim Svenska Fotbollförbundet eingebunden. 1944 zog er nach Sundsvall, wo er nach dem Abstieg von Sandvikens IF im Sommer des Jahres auch sportlich wechselte und sich dem Kubikenborgs IF anschloss. Nach seinem Karriereende 1946 zog er kurzzeitig nach Härnösand und war für Ramström tätig, kehrte aber zwei Jahre später wieder nach Sundsvall zurück. Dort blieb er Kubikenborgs IF als Trainer und Funktionär verbunden.
2001 wurde Ericsson im Vorfeld der Weltmeisterschaftsendrunde 2002 aufgrund des überraschenden Erfolges der japanischen Nationalelf 1936 von einem japanischen Fernsehteam interviewt, das Gespräch im Rahmen der Vorberichterstattung auf das Turnier 2002 gesendet. Zudem wurde er zu einem Turnierbesuch eingeladen, lehnte aber das Angebot ab. Kurz nach Ende des Turniers verstarb er im August des Jahres im Alter von 93 Jahren.
Im Sommer 1936 gelang Ericsson beim Auftaktspiel der Spielzeit 1936/37 gegen IFK Göteborg nach zirka fünf Sekunden eines der schnellsten Tore der Fußballgeschichte, als er direkt vom Anstoß weg den Ball ins gegnerische Tore schoss.